# Дмитриевка (Смоленская область)
Дмитриевка — деревня в Починковском районе Смоленской области России. Входит в состав Шаталовского сельского поселения. Население — 121 житель (2007 год). 
Расположена в центральной части области в 10 км к югу от Починка, в 0,1 км западнее автодороги А141 Орёл — Витебск, на берегу реки Свеча. В 4 км северо-восточнее деревни расположена железнодорожная станция Энгельгардтовская на линии Смоленск — Рославль. 

## История
На карте РККА 1924,1926 годов деревня с 36 дворами.
В годы Великой Отечественной войны деревня была оккупирована гитлеровскими войсками в июле 1941 года, освобождена в сентябре 1943 года.
В справочнике административно-территориального деления Смоленской области 1981 года значится под названием Дмитровка.